# Kemény fickók (film, 2003)
A Kemény fickók (eredeti cím: Special Forces) 2003-as amerikai háborús film, amelyet David N. White forgatókönyvéből Isaac Florentine rendezett. A főbb szerepekben Marshall R. Teague, Tim Abell és Danny Lee Clark látható.
A film 2003 júniusában jelent meg.

## Cselekmény
A boszniai háborút követően a háborús bűnökért elítélt Hasib Rafendek, a boszniai hadsereg egykori tábornoka átvette az egykori szovjet köztársaság, Muldónia katonai parancsnokságát.
A Hezbollah egyik terrorista táborában túszként tartanak fogva egy amerikai katonatisztet. Kihallgatója egy revolverrel tartja sakkban a foglyot. Eközben a különleges erők elit csapata beszivárog a táborba, hogy megmentse őt. Végül észreveszik őket és kénytelenek tüzet nyitni a terroristákra. A csapat megmenti a katonát és egy csónakkal menekül vissza baráti területre. Ezután egy másik küldetés következik; egy amerikai újságíró megmentése. A film elsősorban a lehetetlennek tűnő mentőakcióra összpontosít.

## Szereplők
- Marshall R. Teague – Don Harding őrnagy
- Tim Abell – Jess
- Danny Lee Clark – "Bear"
- Troy Mittleider – Wyatt
- Daniella Deutscher – Wendy Teller
- T.J. Rotolo – Reyes
- Eli Danker – Hasib Rafendek
- Scott Adkins – Talbot
- Vladislavas Jacukevicius – Zaman
- Michael Saad – Hrankoff elnök
- Rimantė Valiukaitė – Saira
- Andrius Zebrauskas – bürokrata
- Cezaris Grauzinis – Muldan katona
- Vaszilij Nagajev – Henrikas Savickas
- Geoff Parish – a regionális parancsnokság közlegénye
- Adomas Gotesmonas – kisfiú
- Kestutis Jakstas – brit fogoly
- Dainius Kazlauskas – terrorista
- Audrius Bruzas – amerikai katona